# Форт Белвар
Форт Белвар (на английски: Fort Belvoir) е град в окръг Феърфакс, Вирджиния, Съединени американски щати. Градът е важна военна база на Американската армия. Населението му към 2010 г. е около 7100 души.
Във Форт Белвар са родени астронавтите от НАСА Джон Филипс (1951 г.) и Уилям Офелейн (1965 г.).